# Trzebielino (gmina)
Trzebielino – gmina wiejska w województwie pomorskim, w powiecie bytowskim. Siedziba gminy to Trzebielino.
Według danych z 30 czerwca 2013 roku gminę zamieszkiwało 3735 osób.
Gmina jako pierwsza w Polsce zastosowała w oświetleniu ulicznym w 100% oświetlenie typu LED.

## Położenie
Według danych z roku 2002 gmina Trzebielino ma obszar 225,45 km², w tym: użytki rolne 32%, użytki leśne 61%.
Gmina stanowi 10,28% powierzchni powiatu.
W latach 1975–1998 gmina położona była w województwie słupskim.
Sąsiednie gminy: Dębnica Kaszubska, Kępice, Kobylnica, Kołczygłowy, Miastko

## Ochrona przyrody
- Rezerwat przyrody Torfowisko Zieliń Miastecki

## Demografia

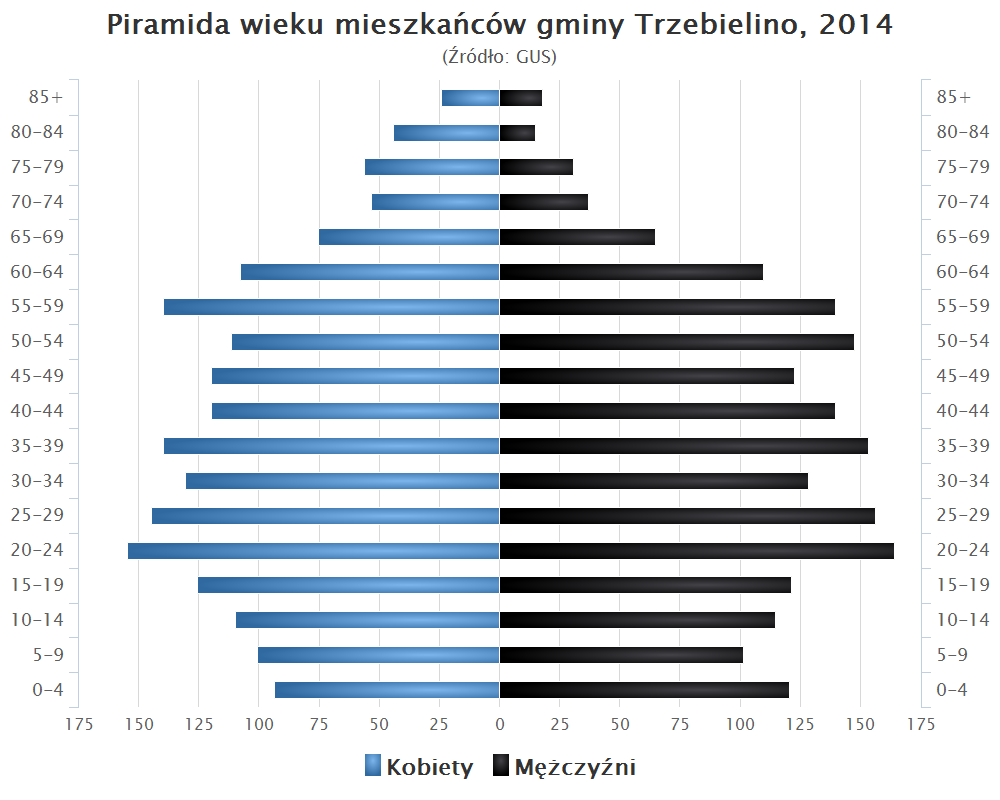
Piramida wieku mieszkańców gminy Trzebielino w 2014 roku

Dane z 30 czerwca 2004
| Opis                              | Ogółem | Ogółem | Kobiety | Kobiety | Mężczyźni | Mężczyźni |
| --------------------------------- | ------ | ------ | ------- | ------- | --------- | --------- |
| jednostka                         | osób   | %      | osób    | %       | osób      | %         |
| populacja                         | 3710   | 100    | 1855    | 50      | 1855      | 50        |
| gęstość zaludnienia (mieszk./km²) | 16,5   | 16,5   | 8,2     | 8,2     | 8,2       | 8,2       |

## Gospodarka
Gospodarka gminy to przede wszystkim leśnictwo, rolnictwo i przemysł rolno- spożywczy.

## Miejscowości i ich części
Spis nazw miejscowości i ich części w Polsce (bazy TERYT oraz państwowego rejestru nazw geograficznych) wymienia na terenie gminy 29 miejscowości podstawowe oraz 8 integralnych części miejscowości. Nazwy nieoficjalne, występujące tylko w bazie PRNG, w poniższym zestawieniu zaznaczono drukiem pochyłym (kursywą).
| Rodzaj miejscowości       | Miejscowości i ich części |
| ------------------------- | --- |
| Wsie                      | Bożanka • Broczyna • Cetyń • Gumieniec • Miszewo • Myślimierz • Poborowo • Starkowo • Trzebielino • Zielin                                                                                  |
| Osady                     | Bąkowo • Dolno • Glewnik • Grądki Dolne • Kletoch • Moczydło • Objezierze • Osówka • Owczary • Starkówko • Suchorze • Szczyciec • Toczek • Uliszkowice • Wargoszewo • Zielin • Zielin Górny |
| Osady leśne               | Czarnkowo • Popielewo |
| Części wsi                | Gostyniec |
| Przysiółki                | Ciemnica • Kleszczewo • Radaczewo |
| Leśniczówki               | Dretyniec |
| Nazwy nieoficjalne w PRNG | Góry • Zgorzele • Zydlong |

## Jednostki pomocnicze
Gmina ma utworzone 11 jednostek pomocniczych, które są sołectwami:
1. Bożanka
2. Cetyń
3. Dolno
4. Gumieniec
5. Miszewo
6. Objezierze
7. Poborowo
8. Starkowo
9. Suchorze
10. Trzebielino
11. Zielin